# Runenstein vom Schleswiger Dom

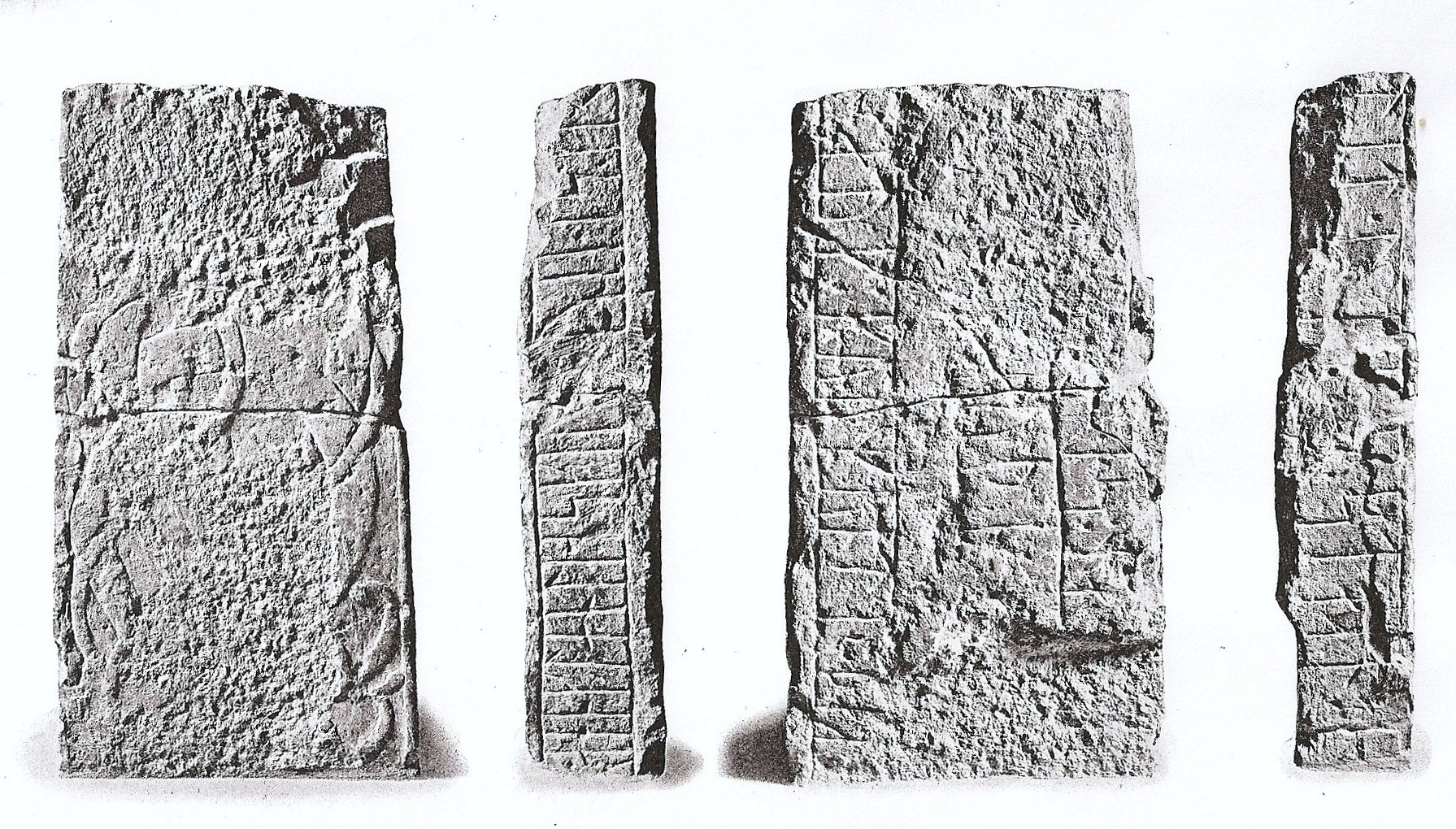
Runenstein vom Schleswiger Dom

Der Runenstein vom Schleswiger Dom (Samnordisk runtextdatabas DR 6) wurde 1897 im Fundament des Schleswiger Domes in Schleswig in Schleswig-Holstein gefunden. Die Ornamentik zeigt, dass er von einem Schweden gemacht wurde.
Der Runenstein gehört zu den 30 England-Runensteinen, stammt aus der ersten Hälfte des 11. Jahrhunderts und ist als Spolie zweitverwendet worden. Sein Fundort stellt ein Bindeglied zwischen Haithabu, dem Fundort der Runensteine DR 1 bis DR 4, und Schleswig her. Ein ebenfalls zweitverwendeter Runenstein ist in der Gottorfer Bastion gefunden worden.
Der Runenstein wurde in Erinnerung an einen Mann aufgestellt, der in einem Ort namens Skia (in altnordisch) in England starb. Nach Omeljan Pritsak (1919–2006) war Skia entweder Shoebury in Essex oder Skidby in Yorkshire.
Die verstümmelte Inschrift lautet: … hat den Stein gesetzt zur Erinnerung an … tot … und Guðmundr schnitzten die Runen. (Er) ruht in Skia in England. Christ …